# El Negre de la Riba
El Negre de la Riba és una escultura emplaçada a la façana de l'edifici del carrer d'Andrea Dòria, 4, a tocar de la plaça del Poeta Boscà, al barri de la Barceloneta de Barcelona. La figura era el mascaró de proa d'un vaixell, possiblement un bergantí-goleta anomenat Indio, construït el 1849, que va arribar al port de Barcelona el 1860. El boter Francesc Bonjoch el va comprar per desballestar-lo i aprofitar la fusta per a fer-ne botes, i el mascaró el va col·locar a la façana del seu establiment de recipients de fusta, a les esquenes de la Font de Neptú, aleshores situats al desaparegut Moll de la Riba.
Amb la reforma del Moll de la Riba van desaparèixer tots els locals que hi havia, i Bonjoch va traslladar l'escultura a un altre magatzem de la seva propietat. A principis del segle xx, Josep Moragas va adquirir la figura per posar-la en la façana de la seva torre del Carmel, amb un rètol què deia: 'El renombrado Negro de la Riba'. El 1934 els hereus de Moragas, els germans Pla, van donar la figura al Museu Marítim de Barcelona, on està exposada a la sala dels mascarons. Ha estat restaurat i presenta un aspecte similar al d'abans de l'incendi.
El seu color negre és degut a un incendi que patí el vaixell, per això els veïns el van anomenar ‘el negre de la Riba’ perquè s'interpretava com un negre guineà, però recentment els restauradors del Museu Marítim de Barcelona han descobert que representa un indi iroquès d'Amèrica del Nord, amb els cabells tallats en cresta, botes de pell i buirac a l'esquena.
La figura que hi ha actualment al carrer Andrea Dòria és una reproducció en fibra de vidre elaborada pel taller artesà de la Barceloneta 'Constructors de Fantasies' l'any 2003, coincidint amb el 250 aniversari de la creació del barri. L'Ajuntament de Barcelona l'ha inclòs a l'inventari de Petits paisatges de Barcelona.